# 梶谷剛
梶谷 剛（かじたに ごう、1936年11月22日 - ）は、日本の弁護士。梶谷綜合法律事務所主宰者。元日本弁護士連合会会長、元日本司法支援センター理事長。東京都出身。

## 人物
- 父は梶谷丈夫（第一東京弁護士会元会長、日弁連元副会長）で、元最高裁判所裁判官の梶谷玄は実兄。
- 2007年6月19日、政府閣議において、年金記録問題に関して、年金記録がなく、領収書などもない場合の支給の是非を判断する「年金記録確認第三者委員会」の中央委員会委員長に選任された[2]。

## 経歴
- 成蹊中学校・高等学校卒業
- 1959年 - 成蹊大学政治経済学部卒業
- 1967年 - 最高裁判所司法研修所修了（19期）
- 1967年 - 弁護士登録（第一東京弁護士会）
- 2004年～2006年 - 日本弁護士連合会会長
- 2007年
  - 旭日重光章受章
  - 「年金記録確認第三者委員会」中央委員会委員長
- 2011年～2014年 - 日本司法支援センター理事長